# Atletica leggera maschile ai Giochi della XIV Olimpiade
Ai Giochi della XIV Olimpiade di Londra 1948 sono stati assegnati 24 titoli nell'atletica leggera maschile.
Con l'introduzione della seconda gara di marcia, il programma maschile assume definitivamente la forma attuale.

## Calendario
| Gare       |              |   |        |                 |             |                         |                         |                   |    |   |
| 100 m      | 100 m        |   | 200 m  | 200 m           | 400 m       | 400 m                   | Staffetta 4x100 m       | Staffetta 4x100 m | 24 |   |
| 400 m ost. | 400 m ost.   |   |        | 110 m ost.      | 110 m ost.  |                         | Staffetta 4x400 m       | Staffetta 4x400 m | 24 |   |
| 800 m      | 800 m        |   | 800 m  | 3000 m siepi    | 1500 m      | 3000 m siepi            | 1500 m                  |                   | 24 |   |
| 10.000 m   | 5000 m       |   | 5000 m |                 |             |                         |                         | Maratona          | 24 |   |
| Alto       | Asta         |   | Asta   | Triplo          |             |                         |                         |                   | 24 |   |
|            | Lungo        |   | Disco  | Peso            | Giavellotto |                         |                         |                   | 24 |   |
|            | Martello     |   |        |                 |             | Decathlon (1ª giornata) | Decathlon (2ª giornata) |                   | 24 |   |
|            | Marcia 50 km |   |        | Marcia 10.000 m |             |                         |                         | Marcia 10.000 m   | 24 |   |
|            |              |   |        |                 |             |                         |                         |                   |    |   |
| Titoli     | 2            | 5 | -      | 4               | 3           | 2                       | 2                       | 2                 | 24 | 4 |

|  | Qualificazioni |  | Finali |

Viene rispettata la tradizione inglese che prevede il riposo domenicale. Il calendario perciò viene allungato di un giorno, passando da 8 a 9. Il primo giorno di gare è un venerdì mentre l'ultimo è un sabato (nella tradizione britannica il sabato è la giornata sportiva per eccellenza).

Nonostante il numero di giorni di gara rimanga lo stesso, vengono effettuate delle modifiche. Alcune decisioni appaiono criticabili:
- Negli 800 metri le batterie e le semifinali si tengono venerdì e sabato, domenica è giorno di riposo, la finale pertanto è lunedì. In totale la gara si sviluppa su quattro giornate!
- Tra i 10.000 metri e il primo turno dei 5000 manca un giorno di riposo. Invece tra la finale dei 5000 e la Maratona passano ben cinque giorni.

Migliora invece il calendario dei 3000 siepi. Nelle ultime due edizioni dei giochi passavano ben cinque giorni dalle batterie alla finale. A Londra l'intera competizione si svolge in tre giorni.

Un po' strano il regolamento della marcia. Sono due le gare del programma: 50 km su strada e 10.000 metri su pista. Per distribuirle ottimamente basta collocare la prima nei primi giorni e la seconda negli ultimi giorni. Invece tra i 50 km e il primo turno dei 10.000 metri ci sono solo due giorni. Poi, dopo ben quattro giorni, si tiene la finale dei 10.000 metri.

## Nuovi record
| Nessun nuovo record mondiale            | |
| Nuovo record olimpico in 10 specialità: | 100 m, 400 m, 800 m, 5 000 m, 10 000 m, 110 hs, 400 hs, marcia 10 000 m, getto del peso e lancio del disco. |

## Risultati delle gare
| Specialità | Oro                                                                 | Risultato | Argento                                                                  | Risultato | Bronzo                                                                | Risultato | Dettagli            |
| --- | ------------------------------------------------------------------- | --------- | ------------------------------------------------------------------------ | --------- | --------------------------------------------------------------------- | --------- | ------------------- |
| 100 m | Harrison Dillard                                                    | 10"3      | Barney Ewell                                                             | 10"4      | Lloyd LaBeach                                                         | 10"6      | Classifica completa |
| 200 m | Melvin Patton                                                       | 21"1      | Barney Ewell                                                             | 21"1      | Lloyd LaBeach                                                         | 21"2      | Classifica completa |
| 400 m | Arthur Wint                                                         | 46"2      | Herb McKenley                                                            | 46"4      | Mal Whitfield                                                         | 46"9      | Classifica completa |
| 800 m | Mal Whitfield                                                       | 1'49"2    | Arthur Wint                                                              | 1'49"5    | Marcel Hansenne                                                       | 1'49"8    | Classifica completa |
| 1.500 m | Henry Eriksson                                                      | 3'49"8    | Lennart Strand                                                           | 3'50"4    | Wim Slijkhuis                                                         | 3'50"4    | Classifica completa |
| 5.000 m | Gaston Reiff                                                        | 14'17"6   | Emil Zátopek                                                             | 14'17"8   | Wim Slijkhuis                                                         | 14'26"8   | Classifica completa |
| 10.000 m | Emil Zátopek                                                        | 29'59"6   | Alain Mimoun                                                             | 30'47"4   | Bertil Albertsson                                                     | 30'53"6   | Classifica completa |
| 3.000 m siepi | Tore Sjöstrand                                                      | 9'04"6    | Erik Elmsäter                                                            | 9'08"2    | Göte Hagström                                                         | 9'11"8    | Classifica completa |
| 110 m ostacoli | William Porter                                                      | 13"9      | Clyde Scott                                                              | 14"1      | Craig Dixon                                                           | 14"1      | Classifica completa |
| 400 m ostacoli | Roy Cochran                                                         | 51"1      | Duncan White                                                             | 51"8      | Rune Larsson                                                          | 52"2      | Classifica completa |
| Maratona | Delfo Cabrera                                                       | 2h34'51"6 | Tom Richards                                                             | 2h35'07"6 | Étienne Gailly                                                        | 2h35'33"6 | Classifica completa |
| Marcia 10.000 m | John Mikaelsson                                                     | 45'13"2   | Ingemar Johansson                                                        | 45'43"8   | Fritz Schwab                                                          | 46'00"2   | Classifica completa |
| Marcia 50 km | John Ljunggren                                                      | 4h41'52"  | Gaston Godel                                                             | 4h48'17"  | Tebbs Lloyd Johnson                                                   | 4h48'31"  | Classifica completa |
| Salto in alto | John Winter                                                         | 1,98 m    | Bjørn Paulson                                                            | 1,95 m    | George Stanich                                                        | 1,95 m    | Classifica completa |
| Salto con l'asta | Guinn Smith                                                         | 4,30 m    | Erkki Kataja                                                             | 4,20 m    | Bob Richards                                                          | 4,20 m    | Classifica completa |
| Salto in lungo | Willie Steele                                                       | 7,825 m   | Theodore Bruce                                                           | 7,555 m   | Herb Douglas                                                          | 7,545 m   | Classifica completa |
| Salto triplo | Arne Åhman                                                          | 15,400 m  | George Avery                                                             | 15,365 m  | Ruhi Sarıalp                                                          | 15,025 m  | Classifica completa |
| Getto del peso | Wilbur Thompson                                                     | 17,12 m   | Jim Delaney                                                              | 16,68 m   | Jim Fuchs                                                             | 16,42 m   | Classifica completa |
| Lancio del disco | Adolfo Consolini                                                    | 52,78 m   | Giuseppe Tosi                                                            | 51,78 m   | Fortune Gordien                                                       | 50,77 m   | Classifica completa |
| Lancio del martello | Imre Németh                                                         | 56,07 m   | Ivan Gubijan                                                             | 54,27 m   | Robert Bennett                                                        | 53,73 m   | Classifica completa |
| Lancio del giavellotto | Tapio Rautavaara                                                    | 69,77 m   | Steve Seymour                                                            | 67,56 m   | József Várszegi                                                       | 67,03 m   | Classifica completa |
| Decathlon | Bob Mathias                                                         | 7 139 p.  | Ignace Heinrich                                                          | 6 974 p.  | Floyd Simmons                                                         | 6 950 p.  | Classifica completa |
| Staffetta 4×100 m | Stati Uniti Barney Ewell Lorenzo Wright Harrison Dillard Mel Patton | 40"6      | Regno Unito Alastair McCorquodale Jack Gregory Ken Jones John Archer     | 41"3      | Italia Michele Tito Enrico Perucconi Carlo Monti Antonio Siddi        | 41"5      | Classifica completa |
| Staffetta 4×400 m | Stati Uniti Roy Cochran Cliff Bourland Arthur Harnden Mal Whitfield | 3'10"4    | Francia Jean Kerebel Francis Schewetta Robert Chef d'Hôtel Jacques Lunis | 3'14"8    | Svezia Kurt Lundquist Lars-Erik Wolfbrandt Folke Alnevik Rune Larsson | 3'16"0    | Classifica completa |
| record mondiale; record olimpico; record mondiale stagionale; record africano; record asiatico; record europeo; record nord-centroamericano e caraibico; record sudamericano; record oceaniano; record nazionale; record personale; record personale stagionale. |                                                                     |           |                                                                          |           |                                                                       |           |                     |